# Paul Courant
Paul Courant (ur. 1 listopada 1949 w Kortenaken) – belgijski piłkarz grający na pozycji środkowego pomocnika. Był reprezentantem Belgii.

## Kariera klubowa
Swoją karierę piłkarską Courant rozpoczął w klubie RC Tirlemont, w barwach którego zadebiutował w sezonie 1966/1967 w trzeciej lidze belgijskiej. W 1969 roku przeszedł do pierwszoligowego RFC Liège. Grał w nim do końca sezonu 1975/1976. 
W 1976 roku Courant przeszedł do Club Brugge. Wraz z Club Brugge wywalczył trzy tytuły mistrza Belgii w sezonach 1976/1977, 1977/1978 i 1979/1980. Zdobył też Puchar Belgii w sezonie 1976/1977.
W 1981 roku Courant został zawodnikiem Cercle Brugge. W sezonie 1984/1985 sięgnął z nim po Puchar Belgii. W 1985 przeszedł do drugoligowego Royale Union Saint-Gilloise. Grał w nim dwa lata i w 1987 roku zakończył w nim swoją karierę.
| Sezon   | Klub                        | Kraj   | Rozgrywki   | Mecze | Gole |
| ------- | --------------------------- | ------ | ----------- | ----- | ---- |
| 1966/67 | RC Tirlemont                | Belgia | Division 3B | 11    | 2    |
| 1967/68 | RC Tirlemont                | Belgia | Division 2  | ?     | ?    |
| 1968/69 | RC Tirlemont                | Belgia | Division 3A | ?     | ?    |
| 1969/70 | RFC Liège                   | Belgia | Division 1  | 24    | 2    |
| 1970/71 | RFC Liège                   | Belgia | Division 1  | 27    | 1    |
| 1971/72 | RFC Liège                   | Belgia | Division 1  | 29    | 6    |
| 1972/73 | RFC Liège                   | Belgia | Division 1  | 26    | 5    |
| 1973/74 | RFC Liège                   | Belgia | Division 1  | 30    | 6    |
| 1974/75 | RFC Liège                   | Belgia | Division 1  | 38    | 5    |
| 1975/76 | RFC Liège                   | Belgia | Division 1  | 35    | 9    |
| 1976/77 | Club Brugge                 | Belgia | Division 1  | 33    | 5    |
| 1977/78 | Club Brugge                 | Belgia | Division 1  | 28    | 11   |
| 1978/79 | Club Brugge                 | Belgia | Division 1  | 30    | 5    |
| 1979/80 | Club Brugge                 | Belgia | Division 1  | 32    | 11   |
| 1980/81 | Club Brugge                 | Belgia | Division 1  | 23    | 5    |
| 1981/82 | Cercle Brugge               | Belgia | Division 1  | 28    | 8    |
| 1982/83 | Cercle Brugge               | Belgia | Division 1  | 33    | 1    |
| 1983/84 | Cercle Brugge               | Belgia | Division 1  | 2     | 0    |
| 1984/85 | Cercle Brugge               | Belgia | Division 1  | 33    | 3    |
| 1985/86 | Royale Union Saint-Gilloise | Belgia | Division 2  | 23    | 0    |
| 1986/87 | Royale Union Saint-Gilloise | Belgia | Division 2  | 25    | 2    |

## Kariera reprezentacyjna
W reprezentacji Belgii Courant zadebiutował 5 września 1976 w wygranym 1:0 meczu eliminacji do MŚ 1978 z Islandią, rozegranym w Reykjavíku. Grał też w eliminacjach do Euro 80. Od 1976 do 1978 rozegrał w kadrze narodowej 6 meczów i strzelił 1 gola.